# أوتو فنسنت لانج
أوتو فنسنت لانج (بالنرويجية البوكمول: Otto Vincent Lange)‏ هو سياسي نرويجي، ولد في 30 نوفمبر 1797 في النرويج، وتوفي في 4 نوفمبر 1870 في نفس البلد.

## مناصب
- انتخب Minister of Finance of Norway ‏ (سبتمبر 1862 – 22 يونيو 1863).
- انتخب Minister of Finance of Norway ‏ (1 أكتوبر 1859 – سبتمبر 1861).
- انتخب Minister of Finance of Norway ‏ (أغسطس 1857 – سبتمبر 1858).
- انتخب عضو برلمان النرويج  [لغات أخرى]‏.
- انتخب Minister of Finance of Norway ‏ (27 سبتمبر 1855 – 26 يونيو 1856).
- انتخب Minister of Education and Church Affairs ‏ (7 أكتوبر 1854 – 31 أغسطس 1855).